# My Little Pony

My Little Pony (literalment en català: El meu petit poni) és una franquícia d'entreteniment desenvolupada per Hasbro que fou originalment concebuda principalment per a un públic femení en edat infantil. Va començar com a línia de joguines de ponis de plàstic desenvolupats per Bonnie Zacherle, Charles Muenchinger i Steve d'Aguanno que ha estat produït de 1983 ençà. Els ponis presenten, generalment, uns cossos acolorits, crins llargues i també de colors i un símbol únic damunt d'un o ambdós costats dels seus flancs. Aquests símbols són referits en les generacions més recents com a "cutie marks", guanyant progressivament més rellevància. El Meu Petit Poni ha estat reeditat com a mínim quatre vegades amb aspectes nous i més moderns per apel·lar a un mercat més extens, abandonant en la seva darrera edició el marcat bagatge exclusivament infantil i tradicionalment considerat com a femení.
Seguint l'original My Preety Pony, introduït l'any 1981, My Little Pony va ser llançat el 1983 i la línia esdevingué molt popular durant els anys vuitanta. La línia de joguines original va ser explotada de 1983 a 1995 (1992 als EUA), i va inspirar especials de dibuixos animats, un pel·lícula i quatre sèries de dibuixos animats.
La marca gaudia d'un èxit moderat i limitat entre els anys 90 i el començament dels anys 2010, quan la seva popularitat s'incrementà espectacularment en afegir-se un nou target d'homes i dones de totes les edats (especialment d'adolescents i d'adults joves) gràcies a l'èxit de la sèrie de dibuixos animats de la quarta generació de la franquícia, My Little Pony: Friendship Is Magic.